# Миттельшпиль
Миттельшпиль (от нем. Mittelspiel — середина игры) — следующая за дебютом стадия шахматной партии, в которой, как правило, развиваются основные события в шахматной борьбе — атака и защита, позиционное маневрирование, комбинации и жертвы. Характеризуется большим количеством фигур и разнообразием планов игры. Иногда шахматная партия минует эту стадию игры и сразу переходит в эндшпиль.

## Элементы стратегии в миттельшпиле

### Борьба за центр
Центром на шахматной доске называют квадрат d4-e4-d5-e5. Многовековой опыт показывает, что игрок, занявший и контролирующий центр, имеет ощутимое позиционное преимущество.
- Игрок, занявший центр, обычно контролирует большую часть доски. Его фигуры свободны, имеют возможности для разнообразных манёвров, не мешают друг другу. В то же время фигуры соперника, как правило, стеснены, мешают и блокируют друг друга.
- Любая фигура, надёжно закреплённая в центре, часто угрожает сразу несколькими взятиями или опасными ходами вглубь позиции противника. Кроме того, она становится серьёзным подспорьем при фланговой атаке, причём на любом из флангов.

В связи с такой важностью центра рекомендуется уже в дебюте, с первых же ходов, приступать к борьбе за центр. Она может состоять из следующих элементов:
- выдвижение центральных пешек («d» и «e») вперёд и занятие ими центра. Противник может выбрать либо аналогичную стратегию, либо позволить занять сопернику центр, а затем подорвать его пешками «c» и «f»;
- развитие коней на «c3» и «f3» (для чёрных — на «c6» и «f6»), так что они сразу держат центральные пешки соперника под угрозой взятия;
- размен центральных пешек и занятие центральных клеток своими фигурами, защищёнными пешками «c» и «f».

### Борьба за открытые линии
Открытые линии — это вертикали, свободные от пешек. Открытая линия является очень удобной для вторжения ладей и ферзя во вражеский тыл и дальнейшего подрыва позиции противника изнутри.
Для получения контроля над какой-либо открытой линией часто используются следующие приёмы:
- сдваивание ладей по вертикали, часто с подстраховкой ферзём. После хода ладьёй вглубь позиции соперника и одного-двух разменов последняя тяжёлая фигура остаётся в тылу противника;
- занятие полуоткрытой линии, построение тяжёлых фигур, а затем подрыв пешки или фигуры противника.

### Создание у противника слабостей
Позиционные слабости у противника создаются не с целью непосредственной выгоды, а с расчётом на поздний миттельшпиль и эндшпиль. Наиболее часто встречаются слабости пешечной структуры, в частности, сдвоенные и изолированные пешки, а также отсталые и заблокированные пешки. Их слабость заключается в том, что они находятся под огнём фигур противника, и защищать их приходится не пешками, а своими же фигурами. Эти слабости проявляются в полную силу в эндшпиле, когда игра в основном идёт королями и лёгкими фигурами.